# Donuca yorkensis
Donuca yorkensis är en fjärilsart som beskrevs av Embrik Strand 1914. Donuca yorkensis ingår i släktet Donuca och familjen nattflyn. Inga underarter finns listade i Catalogue of Life.